# Ghiacciaio Moider
Il ghiacciaio Moider (in inglese Moider Glacier) è un ghiacciaio situato sulla costa di Fallières, nella parte sud-occidentale della Terra di Graham, in Antartide. Il ghiacciaio, il cui punto più alto si trova a circa 435 m s.l.m., si trova in particolare sull'isola Pourquoi Pas, all'interno della Baia Margherita, e fluisce verso ovest fino ad entrare nella parte orientale della baia di Dalgliesh.

## Storia
Il ghiacciaio Moider è stato così battezzato nel 1979 dal Comitato britannico per i toponimi antartici in associazione con la cresta Perplex (in inglese, letteralmente, "cresta Perplessa"), in inglese, infatti, "moider" significa "confuso".